# Nils-Ove Jansson
Carl Nils-Ove Jansson, född 28 april 1946 i Örebro Olaus Petri församling i Örebro län, är en svensk militär.

## Biografi
Jansson avlade studentexamen i Örebro 1966. Han avlade sjöofficersexamen vid Sjökrigsskolan 1969 och utnämndes samma år till fänrik i flottan, där han befordrades till löjtnant 1971, till kapten 1972 och till örlogskapten 1980. Han gick Högre kursen vid Militärhögskolan 1980–1982, befordrades till kommendörkapten 1985, var detaljchef vid Sektion 1 i Marinstaben, studerade vid US Naval War College 1986–1987, utnämndes till kommendörkapten med särskild tjänsteställning 1988, var avdelningschef vid Underrättelse- och säkerhetskontoret i Försvarsstaben 1988–1992 och utbildade sig vid Försvarshögskolan 1991.
År 1992 befordrades han till kommendör, varpå han var chef för Underrättelse- och säkerhetskontoret i Försvarsstaben 1992–1994, chef för Ledningsavdelningen i Militära underrättelse- och säkerhetstjänsten (MUST) i Högkvarteret tillika ställföreträdande chef för MUST 1994–1995 och ställföreträdande chef för Västkustens marinkommando 1995–1997. Jansson befordrades till kommendör av första graden 1997 och var chef för Västkustens marinkommando 1997–2000 (från och med 1998 Västkustens marinkommando och Västra Götalands försvarsområde), varefter han stod till förfogande vid staben i Södra militärdistriktet 2000–2001.
Nils-Ove Jansson invaldes som ledamot av Kungliga Örlogsmannasällskapet 1986 och som ledamot av Kungliga Krigsvetenskapsakademien 1991.

## Utmärkelser
- Kungliga Krigsvetenskapsakademiens belöningsmedalj, 8:e storleken (12 november 2016)[6]

## Publicerade böcker
- Jansson, Nils-Ove; Johansson, Christer (2001). Marinkommando Väst. Kronologi över marin verksamhet på västkusten. Partille: Warne. ISBN 9186425307.
- Jansson, Nils-Ove (2014). Omöjlig ubåt. Stridsberättelser från ubåtsjakten och det säkerhetspolitiska läget under 1980-talet. Göteborg: Forum Navale. ISBN 9789163766848.